# ميليسرونا
ميليسرونا (بالإنجليزية: Melicerona)‏ هي جنس من القواقع البحرية والرخويات في عائلة السايبريديا (Cypraeidae).